# Glorious Twelfth

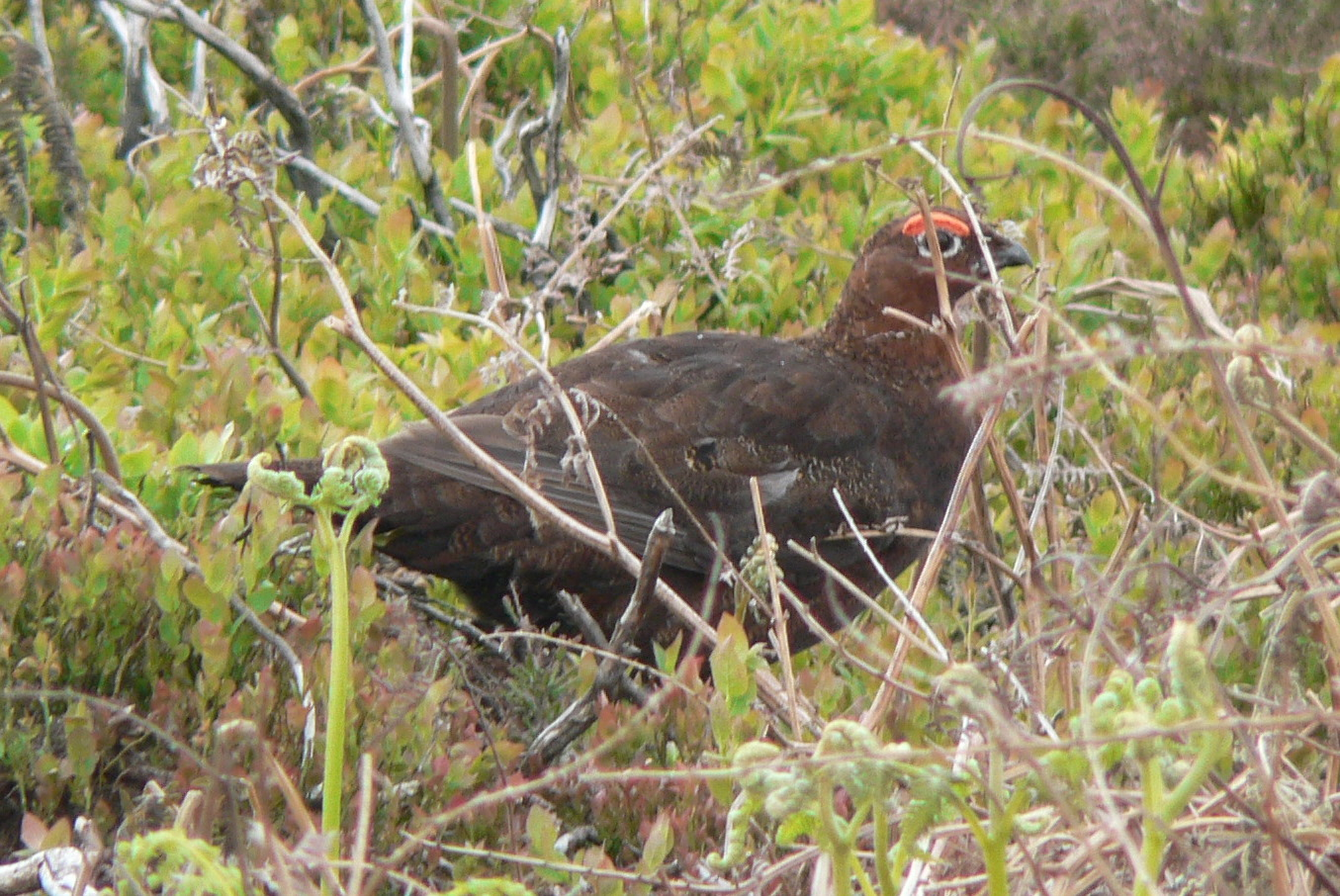
Schottisches Moorschneehuhn

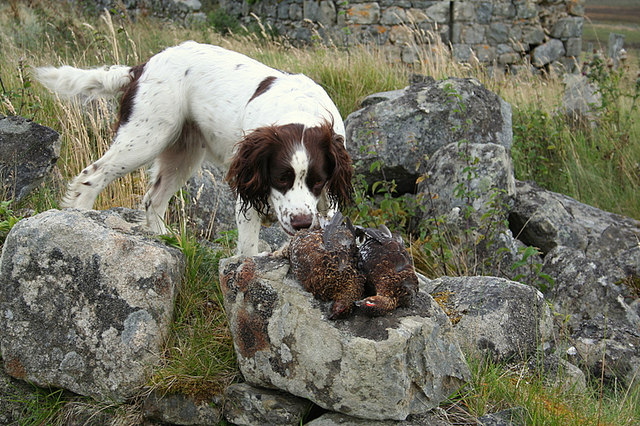
Jagdhund mit zwei erlegten Moorschneehühnern

Als Glorious Twelfth (deutsch „ruhmreicher Zwölfter“) wird in Großbritannien umgangssprachlich der offizielle Beginn der Jagdsaison für die Moorhuhnjagd am 12. August bezeichnet.

## Rechtliche Situation
Seit Inkrafttreten des Game Act 1831 ist die Jagd auf Moorschneehühner jeweils erst ab dem 12. August eines Jahres erlaubt. Etwa ab Mitte August sind die im Frühjahr geschlüpften jungen Moorschneehühner flügge. An Sonntagen ist die Jagd in England und Wales generell untersagt. Wenn der 12. auf einen Sonntag fällt, beginnt die Saison daher erst ab dem 13. August. Zuletzt war dies 2012 der Fall. Auch in Schottland, wo es kein sonntägliches Jagdverbot gibt, beginnt die Jagd in diesem Fall erst ab dem 13. August. Die Jagdsaison für Moorschneehühner dauert bis zum 10. Dezember.

## Kulturelle Bedeutung
Der Auftakt der Jagd führt in der Regel am Glorious Twelfth zu einem großen Ansturm von Jägern. Viele britische Restaurants setzen ab dem Glorious Twelfth Moorhühner auf ihre Speisekarten, manche Restaurants in London wetteifern darum, möglichst früh die ersten frischen Vögel der Saison anbieten zu können. 1997 wurden die ersten erlegten Tiere mit einer Concorde noch am gleichen Tag nach New York gebracht.

## Tierschutz
Tierschützer kritisieren seit Jahren die Jagd auf Moorschneehühner und führen Bestandsrückgänge darauf zurück. Kritisiert wird auch, dass Maßnahmen zum Schutz der Lebensräume des Moorschneehuhns oft aus jagdlichen Gründen initiiert werden und zu Lasten anderer Vogelarten gehen. Verteidiger der Moorhuhnjagd heben wiederum die Funktion der Jagd für den Schutz der Moore und Heiden als Lebensräume auch für andere Tiere und die Bedeutung der personalintensiven Treibjagd für die lokale Beschäftigungssituation hervor. Der hohe Personalaufwand macht den Glorious Twelfth für einen Jäger mit etwa 150 Pfund Sterling an Kosten für ein erlegtes Moorhuhnpaar relativ teuer. Er gilt daher als exklusives Vergnügen beispielsweise für Angehörige des Adels, der Hochfinanz oder russische Oligarchen.
2001 führte der Ausbruch der Maul- und Klauenseuche zur Absage des Glorious Twelfth. Für die Saison 2013 erwarteten britische Medien anlässlich des Glorious Twelfth eine der besten Jagdsaisons seit Jahren. Das günstige Klima hatte für wesentlich bessere Bruterfolge bei den Moorschneehühnern im Vergleich zum Vorjahr gesorgt.

## Historischer Aspekt
Da die britische politische Oberklasse diesen Termin wahrnehmen musste, fanden Mitte August 1939 deutsche Widerständler in den Londoner Ministerien ihre Ansprechpartner nicht vor, mit deren diplomatischer Hilfe sie dem kriegstreibenden deutschen Außenminister Joachim von Ribbentrop die Illusionen über die britische Polenpolitik nehmen wollten, so berichtet es die Bekannte von Adam von Trott zu Solz und britische Aristokratentochter Christabel Bielenberg.